# Georg Bohlmann

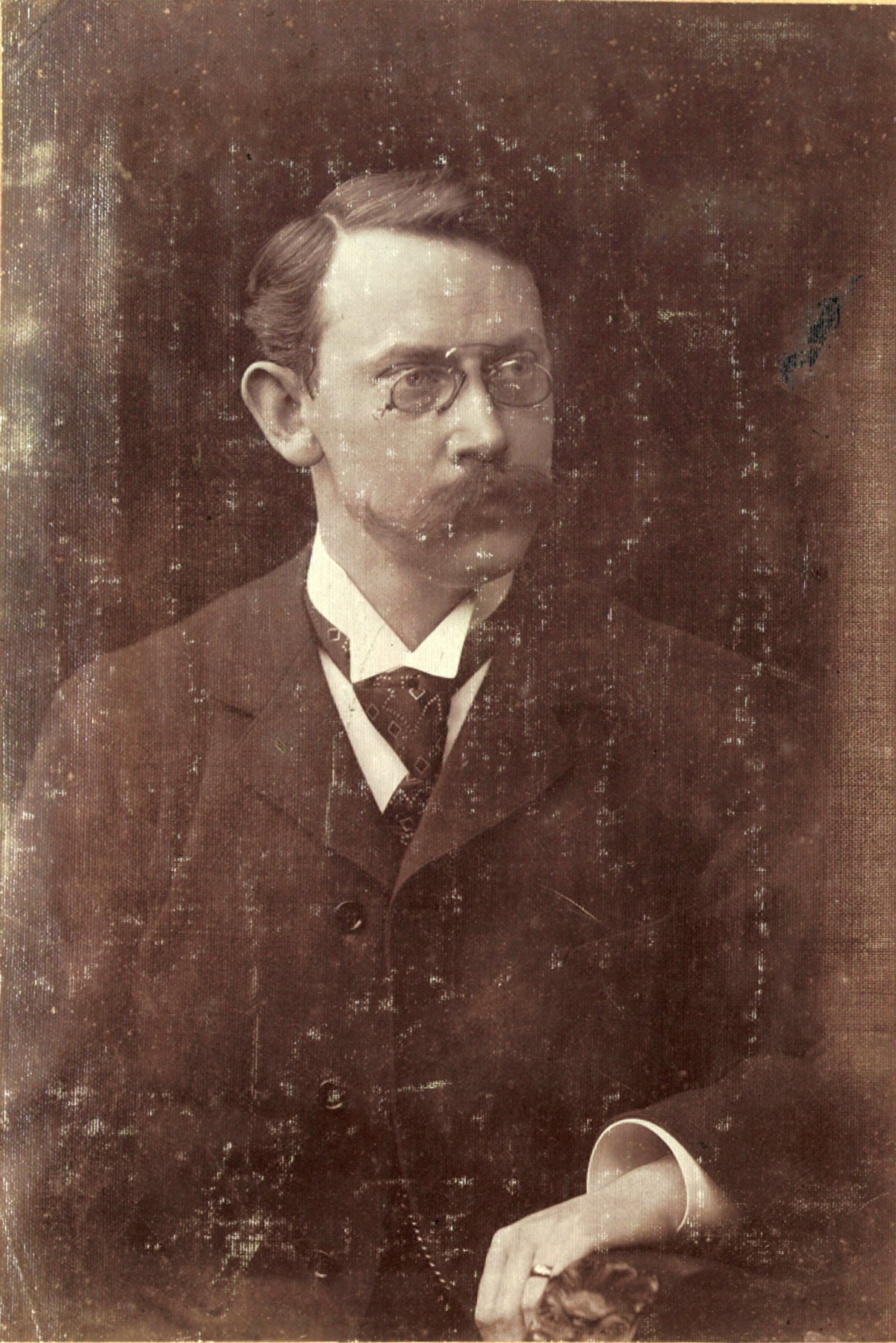
Georg Bohlmann

Georg Bohlmann (1869–1928) – niemiecki matematyk. Specjalizował się w rachunku prawdopodobieństwa i matematyce ubezpieczeniowej.